# Groene map

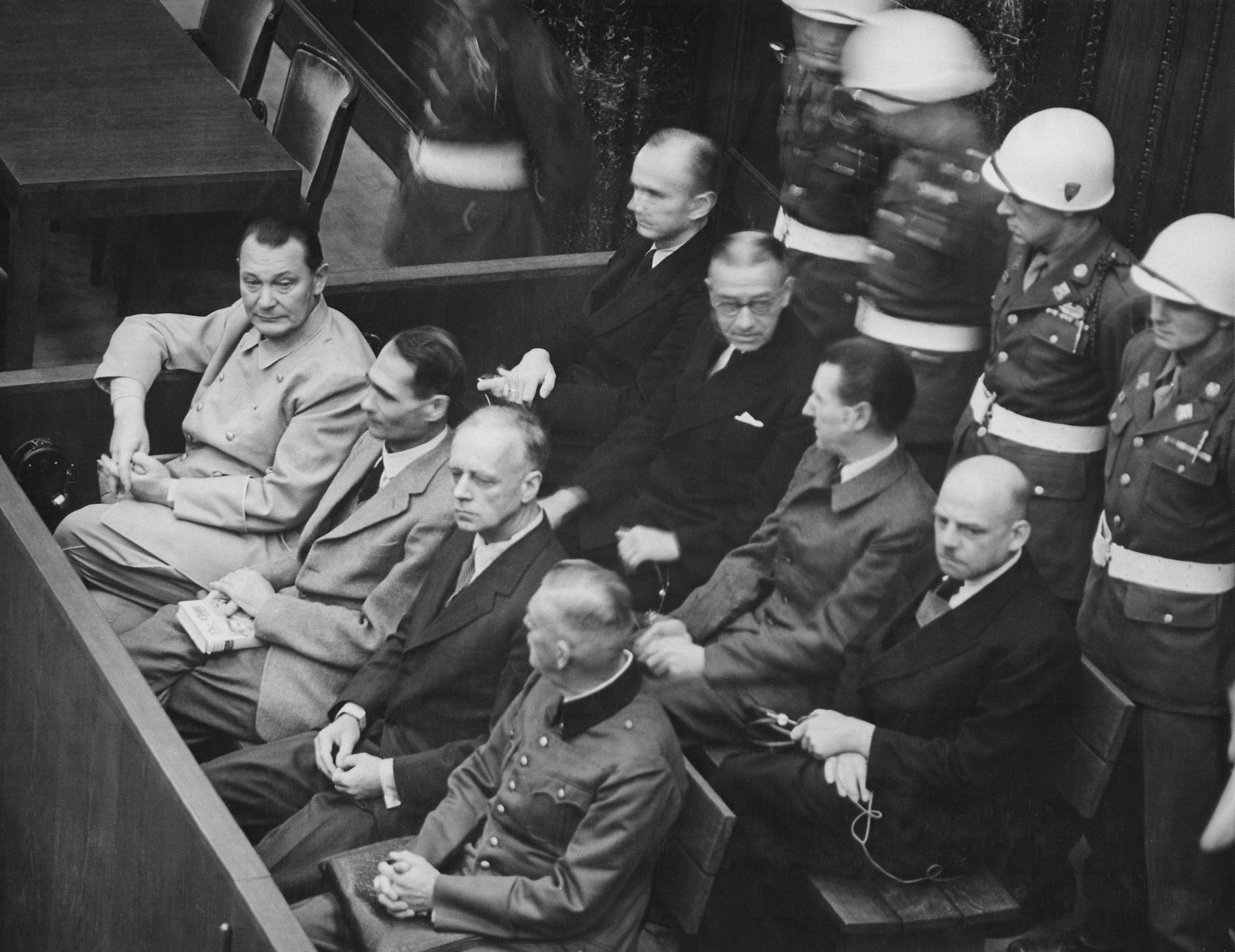
Hermann Göring (eerste rij, uiterst links) bij het Proces van Neurenberg

Groene map verwijst naar een document van Reichsmarschall Hermann Göring dat werd gepresenteerd in het Proces van Neurenberg en was de belangrijkste beleidsrichtlijn voor de economische exploitatie van de veroverde Sovjet-Unie. De implicaties van dit document waren de hongersdood van miljoenen Slavische mensen; iets dat gedeeltelijk gebeurde in de Holocaust, de verwaarlozing van Sovjet-soldaten die door de nazi's gevangen waren genomen wat leidde tot enorme sterftecijfers, en de algemene onteigening van voedsel in de bezette gebieden van de Sovjet-Unie. Het wordt ook wel Document van de Sovjetvervolging, bewijsstuk USSR 10 genoemd.

## Plan Oldenburg
Plan Oldenburg (Görings "Groene map") was de codenaam van de economische onderafdeling van de geplande aanval op de Sovjet-Unie.
Naar aanleiding van Adolf Hitlers Führer Richtlijn 21, die opdracht gaf tot de invasie van de Sovjet-Unie, gaf Hitler Göring de opdracht om een plan te ontwikkelen voor de toekomstige exploitatie van veroverd gebied in het oosten. Onder leiding van Göring werd een plan gemaakt, bekend als Plan Oldenburg, voor het in beslag nemen van alle voorraden grondstoffen ten gunste van het Reich en om de grote industriële ondernemingen in het gebied tussen de Wisła en de Oeral op te nemen. Volgens dit plan zou de meest waardevolle productieapparatuur naar het Reich worden gestuurd en dat wat niet naar Duitsland werd gestuurd, zou worden vernietigd. Het Europese deel van de Sovjet-Unie zou economisch gedecentraliseerd worden en werd een agrarisch aanhangsel van Nazi-Duitsland.
Het oorspronkelijke plan werd op 1 maart 1941 in een geheime vergadering goedgekeurd (protocol 1317-PS). In de volgende twee maanden werd het plan in detail uitgewerkt en uiteindelijk goedgekeurd op 29 april 1941 (protocol geheime vergadering 1157-PS). Er werd een hoofdkwartier gevormd om Plan Oldenburg te coördineren.
Volgens het plan zou het te bezetten gebied in de Sovjet-Unie worden verdeeld in vijf economische inspecties:, drie van hen waren verbonden aan Heeresgruppe Nord (Leningrad), Heeresgruppe Mitte (Moskou), en Heeresgruppe Süd (Kiev), één voor de Kaukasus (Bakoe), en één in reserve gehouden, met 23 economische commandanten, evenals 12 kantoren.
Op 8 mei 1941 werd "Gemeenschappelijke instructies voor alle Rijkscommissarissen in de bezette oostelijke gebieden" aangenomen op basis van Plan Oldenburg (documenten 1029-PS, 1030-PS).

## Hungerplan

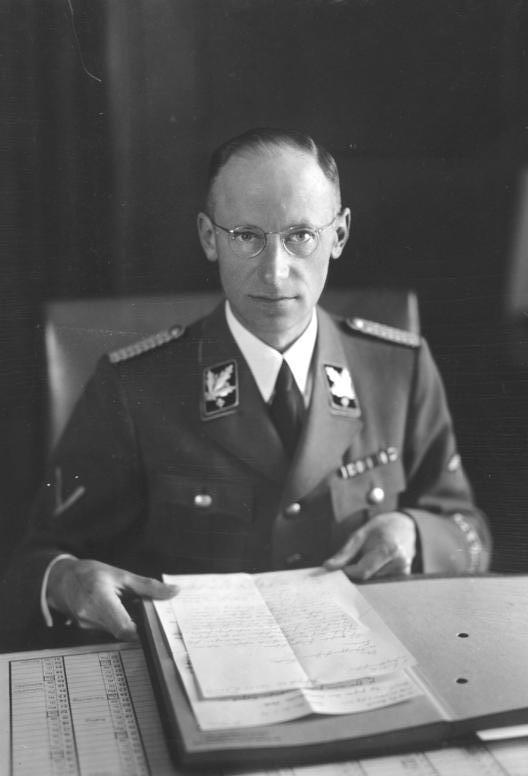
Herbert Backe, de architect van het Hungerplan.

Er werd een aparte commissie gevormd om de voedselinzameling in de bezette gebieden te organiseren, volgens Herbert Backe's Hungerplan. Het kreeg de taak ervoor te zorgen dat de Duitse strijdkrachten tegen 1942 volledig zouden worden gevoed door de middelen van de Sovjet-Unie, zonder rekening te houden met de behoeften van de Sovjetbevolking.
In overeenstemming met het bevel van de opperbevelhebber van de staf van de Wehrmacht Wilhelm Keitel (gedateerd 16 juni 1941), werd de belangrijkste economische uitdaging voor de op de Sovjet-Unie veroverde gebieden, beschreven als "een onmiddellijke en volledige exploitatie van de bezette gebieden ten gunste van de oorlogseconomie van Duitsland, vooral op het gebied van voedsel en olie".
Göring, die rechtstreeks toezicht hield op het hoofdkwartier van Oldenburg, schreef:
In het Oosten ben ik van plan om effectief te plunderen en te plunderen. Alles wat geschikt kan zijn voor de Duitsers moet worden geëxtraheerd en onmiddellijk naar Duitsland worden gebracht.
Kort na het begin van de Duitse campagne tegen de Sovjet-Unie, op 15 juli 1941, schreef hij in zijn "Groene map":
Er moet in de eerste plaats gebruik worden gemaakt van de voedsel- en oliesectoren van de economie in de bezette gebieden. Haal zoveel mogelijk voedsel en olie naar Duitsland - dat is het belangrijkste economische doel van de campagne.
Aanvankelijk geloofde de Duitse militaire leiding dat het tijdens de oorlog, niet nodig zou zijn om de industrie van de Sovjet-Unie weer op te bouwen of haar natuurlijke rijkdom te gebruiken, en dat een beleid om alleen afgewerkte producten en grondstoffen in magazijnen in beslag te nemen voldoende zou zijn.
Vervolgens maakten ze een boekhouding van de industrie en de mijnen om hun veiligheid te garanderen en een civiel bestuur op te richten van veroverde gebieden. Toen het verwachte snelle einde van de oorlog uitbleef en Duitsland grote verliezen aan mankracht, uitrusting en wapens had geleden, raakten de bestaande voorraden snel uitgeput. De Duitse leiding begon tijdens de oorlog met spoed een plan te ontwikkelen voor het economisch gebruik van de bezette gebieden. De Duitse leiding moest dus afzien van de uitvoering van Plan Oldenburg, omdat het de ongeschiktheid ervan erkende.
Na het einde van de oorlog waren de activiteiten van Staff Oldenburg onderwerp van overweging en veroordeling bij het Neurenberg Tribunaal.